# 乌戈·迪诺拉
乌戈·迪诺拉（義大利語：Ugo Di Nola，？—？），意大利前男子击剑运动员。他曾代表意大利参加1912年夏季奥林匹克运动会击剑比赛，结果在男子团体佩剑项目上获得第五名。